# 北屋けけ
北屋 けけ（きたや けけ、4月15日 - ）は日本の漫画家。

## 略歴
2015年、『星屑すばる』でデビュー。同年、『デムパトロニカ』で第76回小学館新人コミック大賞少年部門入賞。2016年、『子守唄奇譚』で第68回ゲッサン新人賞佳作を受賞。
2017年、『ゲッサン』にて『ゾンヴィガーナ』を連載開始。2020年、『ゲッサン』にて『ウタカタノミナト』を連載開始。

## 作品リスト

### 連載
- ゾンヴィガーナ（『ゲッサン』2018年1月号[5] - 2019年6月号）
- ウタカタノミナト（『ゲッサン』2020年4月号[6] - 2022年2月号）
- 尽くしたがりなうちの嫁についてデレてもいいか？（原作：斧名田マニマニ、『水曜日はまったりダッシュエックスコミック』）
- 彼女のリアルが切り抜けない！（原作：烏丸英、『コミックトレイル』2025年1月10日 - 連載中）

### 読み切り
- 星屑すばる（2015年）
- デムパトロニカ（2015年）
- 子守唄奇譚（2016年）
- 四条貴音のごく些細な幸福（『アイドルマスター 10th アンソロジー』2016年[7]） - 『アイドルマスター』のアンソロジー寄稿作品。
- まひろとおでこーズ（原作：ねことうふ、『お兄ちゃんはおしまい！ 公式アンソロジーコミック』5巻、2024年） - 『お兄ちゃんはおしまい！』のアンソロジー寄稿作品。
- お兄ちゃんよ、もう一度！（原作：ねことうふ、『お兄ちゃんはおしまい！ 公式アンソロジーコミック』6巻、2025年） - 『お兄ちゃんはおしまい！』のアンソロジー寄稿作品。

### 書籍
- 『ゾンヴィガーナ』、小学館〈ゲッサン少年サンデーコミックス〉2018年 - 2019年、全3巻
  1. 2018年6月12日発売[8]、ISBN 978-4-09-128332-0
  2. 2019年1月11日発売[9]、ISBN 978-4-09-128823-3
  3. 2019年7月12日発売[10]、ISBN 978-4-09-129386-2
- 『ウタカタノミナト』、小学館〈ゲッサン少年サンデーコミックス〉2020年 - 2022年、全4巻
  1. 2020年9月11日発売[11]、ISBN 978-4-09-850264-6
  2. 2021年3月12日発売[12]、ISBN 978-4-09-850471-8
  3. 2021年8月11日発売[13]、ISBN 978-4-09-850679-8
  4. 2022年3月11日発売[14]、ISBN 978-4-09-851014-6
- 『尽くしたがりなうちの嫁についてデレてもいいか？』、原作：斧名田マニマニ、集英社〈ヤングジャンプコミックス〉2021年 - 2022年、全3巻
  1. 2021年12月17日発売[15][16]、ISBN 978-4-08-892184-6
  2. 2022年6月17日発売[17]、ISBN 978-4-08-892357-4
  3. 2022年12月19日発売[18]、ISBN 978-4-08-892558-5
- 『彼女のリアルが切り抜けない！』、原作：烏丸英、芳文社〈芳文社コミックス〉2025年 - 、既刊1巻（2025年4月16日現在）
  1. 2025年4月16日発売[19][20]、ISBN 978-4-8322-0501-7